# Peristylus tradescantiifolius
Peristylus tradescantiifolius är en orkidéart som först beskrevs av Heinrich Gustav Reichenbach, och fick sitt nu gällande namn av Paul J. Kores. Peristylus tradescantiifolius ingår i släktet Peristylus och familjen orkidéer. Inga underarter finns listade i Catalogue of Life.